# Bugula (Sicasso)
Bugula (em francês: Bougoula) é uma pequena cidade e Comuna rural na circunscrição de Colondieba na região de Sicasso a sudoeste do Mali. Em 1998, havia 3 716 residentes na comuna, em 2005, 4 035, e em 2009, 6 257. Ela inclui 5 vilas.

## História
Sob o fama Nianamaga Traoré (r. 1830/1835–1840/1845), foi feita capital do Reino de Quenedugu. Daulá (r. 1845–1860), ao ser pressionado por Pigueba Uatara do Império de Congue, abandona-a em direção a Natié. Ao encerrar as hostilidades em 1855 com negociações de paz, retorna para Bugula, que então cerca com grandes muros, e começa uma série de campanhas militares. Após conduzir campanha bem sucedida em Capolondugu, retorna para Bugula para celebrar.
Durante o reinado de Daúda Traoré (r. 1860–1862), Fafá enviou seu povo a Bugula para desafiá-lo. Daúda respondeu tomando ação contra os invasores. Ele não consegue dar cabo de Fafá que conduziu incursões em Ganadugu. Nos primeiros anos do reinado de Tiebá (r. 1866–1893), a capital foi transferida para a recém-refundada Sicasso.